# Doma adaptada
La doma paraecuestre o doma adaptada es una disciplina deportiva presente en los Juegos Paralímpicos desde el año 1996, cuando se disputaron en Atlanta. Es una de las dos disciplina, junto al enganche paraecuestre, que se incluyen en la hípica adaptada.
En España, siguiendo el modelo de la FEI (Federación Ecuestre Internacional), se incluye en el año 2009 como una disciplina más dentro de la RFHE (Real Federación de Hípica Española).
Es uno de los pocos deportes paralímpicos en el que todos los tipos de discapacidades compiten juntos, ya sean discapacitados intelectuales, minusválidos físicos, visuales o cerebrales. 
Su finalidad y principios generales son los mismos que los de la doma clásica, que están basados en la armonía entre el jinete y el caballo mediante la cual se realizan una serie de movimientos de gran dificultad que vienen dados por un programa preestablecido en un texto llamado reprise. 
Debido a la gran cantidad de discapacidades diferentes y con intención de que la competición sea lo más justa posible, los deportistas compiten en 5 grados o categorías diferentes (Ia, Ib, II, III y IV) en función de su discapacidad y lo que esta discapacidad le limita a la hora de practicar la doma.

## Pasos para poder competir
El primer paso que hay que dar para poder iniciarse en la práctica de la disciplina, debe ser pasar la Clasificación de la Discapacidad para el Deporte, que será llevada a cabo por un médico especializado, que será quien determine el grado en el que competirá el jinete, así como las ayudas compensatorias que podrá utilizar durante la ejecución del ejercicio. También podrá variar el tamaño de la pista. En esa clasificación médica, se evalúan tres aspectos:
- Fuerza muscular.

- Amplitud de movimientos.

- Coordinación.

También se valoran ayudas específicas (lector, riendas, estribos adaptados) que puedan favorecer la seguridad tanto del jinete como del caballo.